# Kálo Óros
Kálo Óros är ett berg i Grekland.   Det ligger i regionen Joniska öarna, i den sydvästra delen av landet, 280 km väster om huvudstaden Aten. Toppen på Kálo Óros är 889 meter över havet, eller 668 meter över den omgivande terrängen. Bredden vid basen är 14,3 km. Kálo Óros ligger på ön Kefalonia Island.
Terrängen runt Kálo Óros är huvudsakligen kuperad, men söderut är den bergig. Havet är nära Kálo Óros österut.Runt Kálo Óros är det glesbefolkat, med 18 invånare per kvadratkilometer. Närmaste större samhälle är Argostoli, 18,5 km söder om Kálo Óros. 